# Plagiochila furcifolia
Plagiochila furcifolia là một loài rêu trong họ Plagiochilaceae. Loài này được Mitt. mô tả khoa học đầu tiên năm 1891.